# Helenodes platyacma
Helenodes platyacma is een vlinder uit de familie koolmotten (Plutellidae). De wetenschappelijke naam van deze soort is voor het eerst geldig gepubliceerd in 1930 door Meyrick.
De soort komt voor in tropisch Afrika.